# Tercer tipo
«Tercer tipo» es una canción grabada por la banda mexicana de rock contemporáneo Enjambre. La canción fue escrita por los cinco miembros de la banda —Rafael, Javier, Ángel, Julián y Luis— y producida por el británico Phil Vinall.
Fue lanzada a través de EMI Music México, el 17 de mayo de 2017 como el segundo sencillo de su sexto álbum de estudio Imperfecto extraño. «Tercer tipo» se convirtió en uno de los mayores éxitos comerciales para Enjambre. 

## Video musical
El vídeo musical oficial de «Tercer tipo» fue lanzado en mayo de 2017 en la plataforma digital YouTube. El videoclip ha recibido más de 12 millones de vistas desde su publicación.

## Lista de canciones

### Descarga digital
| Tercer tipo — Sencillo |               |          |  |
| N.º                    | Título        | Duración |  |
| 1.                     | «Tercer tipo» | 3:25     |  |